# وست اوورتون
وست اوورتون (به انگلیسی: West Overton) یک روستا و محله مدنی در بریتانیا است که در Wiltshire واقع شده‌است. وست اوورتون ۶۳۷ نفر جمعیت دارد.